# Испания на зимних Олимпийских играх 1960
Испания принимала участие в зимних Олимпийских играх 1960 года в Скво-Велли (США) в пятый раз за свою историю, но не завоевала ни одной медали.
Знаменосцем Испании на Олимпийских играх стал Анхель Луис Санчес де Мигель.

## Состав сборной
В 1960 году сборную Испанского Государства представляли 4 спортсмена: 3 мужчины и 1 женщина. Соревновались все спортсмены в одном виде спорта: горнолыжный спорт.
Участники:
мужчины:
- Луис Ариас
- Луис Санчес
- Мануэль Гарсия-Моран

женщины:
- Мариан Наварро

## Результаты
На Олимпийских Играх 1960 года испанское Государство не получило ни одной медали.

### Скоростной спуск
| ФИО атлета           | Гонка 1 | Гонка 1 | Гонка 2 | Гонка 2 | Итог   | Итог |
| ФИО атлета           | Время   | Ранг    | Время   | Ранг    | Время  | Ранг |
| -------------------- | ------- | ------- | ------- | ------- | ------ | ---- |
| Луис Ариас           | —       | —       | —       | —       | 2:29.8 | 51   |
| Луис Санчес          | —       | —       | —       | —       | 2:28.3 | 44   |
| Мануэль Гарсия-Моран | —       | —       | —       | —       | 2:27.6 | 42   |
| Мариан Наварро       | —       | —       | —       | —       | 1:49.7 | 24   |

### Гигантский Слалом
| ФИО атлета           | Гонка 1 | Гонка 1 | Гонка 2 | Гонка 2 | Итог   | Итог |
| ФИО атлета           | Время   | Ранг    | Время   | Ранг    | Время  | Ранг |
| -------------------- | ------- | ------- | ------- | ------- | ------ | ---- |
| Луис Ариас           | —       | —       | —       | —       | 2:13.2 | 42   |
| Луис Санчес          | —       | —       | —       | —       | 2:13.6 | 45   |
| Мануэль Гарсия-Моран | —       | —       | —       | —       | 2:14.8 | 47   |
| Мариан Наварро       | —       | —       | —       | —       | DSQ    | –    |

### Слалом
| ФИО атлета           | Гонка 1 | Гонка 1 | Гонка 2 | Гонка 2 | Итог   | Итог |
| ФИО атлета           | Время   | Ранг    | Время   | Ранг    | Время  | Ранг |
| -------------------- | ------- | ------- | ------- | ------- | ------ | ---- |
| Луис Ариас           | 1:24.3  | 39      | 1:16.2  | 25      | 2:40.5 | 24   |
| Луис Санчес          | 1:52.1  | 52      | DSQ     | –       | DSQ    | –    |
| Мануэль Гарсия-Моран | 1:32.3  | 50      | 1:25.7  | 31      | 2:58.0 | 34   |
| Мариан Наварро       | 1:05.2  | 28      | 1:02.8  | 21      | 2:08.0 | 23   |